# Vettoria granulosa
Vettoria granulosa är en kräftdjursart som först beskrevs av Giesbrecht 1891.  Vettoria granulosa ingår i släktet Vettoria och familjen Sapphirinidae. Inga underarter finns listade i Catalogue of Life.